# Venturino Camaiti
Venturino Camaiti, detto Fra Succhiello da Firenze (Firenze, 1862 – Firenze, 11 luglio 1933), è stato uno scrittore e poeta italiano.
Scrittore in vernacolo fiorentino. Dopo aver abbandonato gli studi classici, lavorò nel magazzino di suo padre a Firenze, ma continuò a scrivere le sue opere e ne pubblicò più di venti.

## Prose e Poesie
- Gioacchino Rossini, notizie biografiche, artistiche e aneddotiche Ricordo del 3 maggio 1887, Firenze, Coppini e Bocconi 1887
- Fieramosca Giornale del popolo Sonetti umoristici e satirici, Firenze, Nerbini 1907
- Bricciche sparse Prose e poesie in lingua ed in vernacolo fiorentino, Firenze, Casa Editrice Italiana, 1910
- Parva selecta Canzoniere Firenze, Succ. di B.Seeber, 1913
- Canzoni ed Inni patriottici Firenze, R.Bemporad e F. 1920
- La Guerra mondiale Seicento sonetti fiorentineschi Firenze, Editore l'Autore, 1920
- Un libro di nuovo genere Dizionario in sestine e prose divertenti per la gioventù. Con ill. del pittore Corrado Sarri Milano, V.Nugoli e C. 1920
- La Divina Commedia esposta e commentata in cento sonetti fiorentineschi umoristici e satirici, nel VI centenario dantesco Firenze, G.Ramella e C. 1921
- I Centenario dantesco a Firenze (Giunta alla Divina Commedia). Novi sonetti fiorentineschi umoristici e satirici Firenze, G.Ramella e C. 1922
- Di qua d'Arno e di là d'Arno Sonetti fiorentineschi umoristici e satirici e poesie giocose in lingua III Ed: co' i' bbon peso e la bona misura Firenze, Tip. Giuntina, 1923
- Da i' pPignone alla Casaccia Sonetti fiorentineschi umoristici e satirici IV Ed. colla giunta e con due... anzi quattro chiacchiere di Gualtiero Guatteri Firenze. Tip. Giuntina 1923
- Guazzabuglio Prose e poesie a vanvera (di prossima edizione)
- Dizionario etimologico pratico dimostrativo aneddotico del Linguaggio fiorentino - uscito postumo - con un profilo di Venturino Camaiti, scritto da Gualtiero Guatteri, Vallecchi Editore Firenze
- in preparazione Camaiti aveva anche Sentenze e Massime dei più grandi prosatori e poeti italiani

## Teatro
- Tutto concilia amore Scene medioevali in due atti in versi Milano, Barbini, 1885 N.449 della Galleria teatrale
- Una scena a Chiatamone Dramma in un atto e prologo in versi Milano, Barbini, 1886 N.476 della Galleria teatrale
- Manuel Menendez Scene spagnole in un atto e prologo, dall'omonimo racconto di Edmondo De Amicis Firenze, M.Cellini e C. 1889
- Acqua purgativa Un atto allegro, dimorto allegro, in vernacolo fiorentino Firenze, Stab. Tip. Aldino, 1909

## I' rRitocchino
La bibliografia di Venturino Camaiti è stata acquisita dal volumetto: "I' rRitocchino" Novissimi Sonetti fiorentineschi umoristici e satirici, composto dal Camaiti stesso, contenente la prefazione in vernacolo e vari sonetti: Pan di ricatto (quattro sonetti) ; I' cciaba 'n montagna che sarebbe i' sseguito di cciaba 'n montagna dell'anno passato e di du' anni fa, (tredici sonetti); I novi sigari senza nicotina (tre sonetti); I futuristi a Pagliano (tre sonetti); I' ttremoto (due sonetti); I' cciaba 'n montagna che sarebbe i' sseguito di cciaba 'n montagna di quegli attri tre anni (quattro sonetti); La carestia (due sonetti); La febbre spagnola (trentaquattro sonetti); I' ppreavviso di ttremoto (tre sonetti); I' rriassunto (quattro sonetti).
 "I' rRitocchino" è stato stampato a Firenze nello Stabilimento Tipografico G.Ramella e C. nel 1924.